# Anna Tokarska
Anna Tokarska (ur. 17 lutego 1936 w Łodzi, zm. 12 lub 28 października 2013 w Zielonej Górze) – poetka, animatorka życia kulturalno-literackiego w Zielonej Górze.

## Życiorys
Ukończyła studia na filologii polskiej na Wyższej Szkole Pedagogicznej w Zielonej Górze oraz studiowała filologię słowiańską na Uniwersytecie Warszawskim. Jako poetka debiutowała w „Nadodrzu” (1964).
Pracowała m.in. jako sekretarz rektora Wyższej Szkoły Pedagogicznej i kierownik literacki Lubuskiego Teatru w Zielonej Górze (1981–2007). Była redaktorką „Zielonogórskiego Informatora Kulturalnego”, „Almanachu Teatru Lubuskiego” (od 1994), „Zeszytów Teatralnych” (od 1995). Jej poezje były tłumaczone na język niemiecki i niderlandzki.
Tokarska była członkinią Korespondencyjnego Klubu Młodych Pisarzy, Koła Młodych Pisarzy przy Zarządzie Okręgowym Związku Literatów Polskich (1970–1974), Klubu Początkujących Literatów przy ZLP w Zielonej Górze (1975–1978), a także Związku Literatów Polskich (1976–1981).
Mieszkała przy placu Słowiańskim w Zielonej Górze. Zmarła w zapomnieniu w październiku 2013 r.

## Publikacje
- Portret z ptakiem (Ludowa Spółdzielnia Wydawnicza 1968)
- Monologi o niepamięci (Lubuskie Towarzystwo Kulturalne 1970)
- Zapis wędrowny (Wydawnictwo Poznańskie 1975)
- Ból pozornie za duży (Lubuskie Towarzystwo Kulturalne 1976)[6]
- Moje wiersze posiwiały (1997)
- W białym mieszka anioł (2001)[5]

## Wyróżnienie
- Lubuski Wawrzyn Literacki (2002)[5],
- Srebrny Medal „Zasłużony Kulturze Gloria Artis” (2006)[8],
- Lubuski Wawrzyn Literacki (2014 – pośmiertnie) – dyplom honorowy za całokształt twórczości[9].

## Upamiętnienie
Po jej śmierci jej imieniem nazwano Festiwal Literacki „Proza poetów” a w nr. 4/201 Lubuskiego Pisma Literacko-Kulturalnego „Pro Libris” opublikowano 9 artykułów wspomnieniowych o jej osobie (autorami byli m.in. Małgorzata Mikołajczak, Andrzej Buck, Andrzej Draguła i Roman Garbowski). W 2015 r. ukazała się książka poetki Mirosławy Szott pt. „Anna”, poświęcona Tokarskiej, której sąsiadką była przez kilka lat. W 2018 r. miała miejsce premiera filmu dokumentalnego pt. „Nieparzysta. Opowieść o Annie Tokarskiej”, zaś w 2023 r. odsłonięto poświęconą jej tablicę przy placu Słowiańskim 7 w Zielonej Górze.